# Joram (roi d'Israël)
Pour les articles homonymes, voir Joram.
Joram ou Jehoram (hébreu : יְהוֹרָם) fils d’Achab et de Jézabel, est roi d'Israël de -852 à -841.

## Présentation
Joram succède à son frère aîné Ochozias. Il règne 11 ans en Israël, à Samarie, avant d'être assassiné par Jéhu. Comme ses parents Achab et Jézabel, Joram voue un culte au dieu Baal.

### Dans la Bible
Ce personnage biblique est évoqué dans le Deuxième livre des Rois.

### Règne
Joram s'allie au roi de Juda Josaphat et au roi d'Édom pour attaquer Mesha, roi Moab, qui refuse de lui payer un tribut : il assiège la ville de Kir-Haréset (aujourd'hui Al-Karak), mais cette campagne militaire se solde par un échec. Cet épisode, relaté dans la Bible, est confirmé sur le plan archéologique par la stèle de Mesha.
Joram est assiégé à son tour dans sa capitale de Samarie par Ben-Hadad II, roi de Damas. La ville est réduite à la famine et Joram tente d'assassiner le prophète Élisée, son ancien allié. Le siège est levé, mais simplement en raison d'une panique qui saisit les Syriens. Joram rétablit des relations amicales avec Élisée mais perd des territoires à l'est du Jourdain.
Il tente de les reconquérir en -846, à l'occasion de l'expédition de Salmanazar II à Damas contre Hazaël, le successeur de Ben-Hadad II. Pour cela, Joram s'allie à son neveu Ochozias, roi de Juda, et met le siège devant Ramoth en Galaad. L'opération est un échec et Joram est blessé. Il se retire à Jezraël pour se soigner tandis que son armée subit une sévère défaite à Ramoth en Galaad. Jéhu, un de ses généraux, soulève l'armée contre lui et le renverse : il tue Joram à Jezraël d'une flèche dans le dos et fait jeter son corps dans le champ de Naboth, jadis tué et spolié par les parents de Joram. Jéhu tue également les enfants de Joram et sa mère Jézabel. Il réalise ainsi la prophétie d'Élie annonçant le châtiment de Dieu en punition du péché commis par Achab et de Jézabel. Avec Joram s'éteint la maison d'Omri et Jéhu, son assassin, lui succède sur le trône.